# Fernando Rampazzo
Fernando Rampazzo (Chascomús, Provincia de Buenos Aires, 25 de julio de 1979) es un taekwondista y abogado argentino, reconocido por haber representado a su país en eventos como el Campeonato Mundial de Taekwondo ITF, el Campeonato Sudamericano de la misma categoría y el Campeonato Panamericano de Artes Marciales, y por su participación en medios televisivos como Canal 26, América TV, A24 y Crónica TV en calidad de abogado previsional. En 2016 fue galardonado con el Premio Samuel Osborne como el deportista más destacado del año en la ciudad de Chascomús.

## Biografía

### Primeros años y carrera deportiva
Rampazzo nació en la ciudad de Chascomús, Provincia de Buenos Aires, en 1979. Desde una temprana edad inició su formación en artes marciales, eligiendo la disciplina del taekwondo y participando en competencias locales y nacionales desde su niñez. En 1993 logró consagrarse por primera vez campeón argentino, título que repetiría en 1994, 1997, 2013 y 2018. Participando en la categoría de hasta 63 kilos entre los 18 y los 35 años, en 1998 integró la delegación argentina que participó en el Campeonato Mundial de Taekwondo ITF celebrado en Canadá.
Tras cosechar medalla dorada en el Campeonato Panamericano de Artes Marciales en Punta del Este, Uruguay en 2012 y obtener una presea de plata en el Suramericano de Argentina 2013, en el 2014 representó nuevamente a su país de manera individual y como integrante de uno de los equipos nacionales en el mundial realizado en Montego Bay, Jamaica. Ese mismo año participó y obtuvo la victoria en su categoría en el UIAMA World Championship celebrado en el Luna Park de Buenos Aires. Entre 2012 y 2015 compitió en la categoría de mayores de 35 años hasta 71 kilogramos.
En 2016 se consagró subcampeón mundial en las categorías de lucha y forma con su selección en el mundial celebrado en Budapest, Hungría. En la misma competencia pero en la categoría individual, avanzó hasta segunda ronda al derrotar al representante de Inglaterra y finalizó entre los mejores 15 taekwondistas del certamen. En 2017 se consagró subcampeón en el VI Sudamericano de Taekwondo ITF, celebrado en el Distrito de Chorrillos, Perú, en el que llegó hasta el combate final en la categoría de cinturones negros hasta 75 kilos ante el representante de Colombia. Un año después integró la delegación argentina junto con Juan Bordalecou, Sebastián Ferreyra y Patricio Hartmann en el Torneo Panamericano celebrado en el municipio de Santos, Brasil, donde obtuvo la presea de plata.
En 2016 Rampazzo recibió el Premio Samuel Osborne de Oro, reconocimiento otorgado por el Club de Regatas Chascomús a los deportistas más destacados de la ciudad.
En 2022 se consagró campeón del mundo en la ciudad de Koper, Eslovenia, obteniendo la medalla de oro en la categoría de lucha representando a la selección argentina en el Campeonato Mundial de Taekwondo ITF.

### Carrera como abogado y apariciones en los medios
A mediados de la década de 2000, Rampazzo ingresó en la Universidad Nacional de La Plata, donde cursó estudios de abogacía, obteniendo su título en diciembre de 2009. A partir de entonces empezó a desempeñar su carrera en los tribunales de la ciudad de La Plata. Luego de especializarse en derecho previsional empezó a registrar apariciones en programas de contenido jurídico para los canales América TV, A24, Canal 26  y Crónica TV, en los que brinda información y noticias sobre pensiones y jubilaciones dirigidas a los adultos mayores.

## Palmarés internacional
| Campeonato Mundial              | Campeonato Mundial        | Campeonato Mundial | Campeonato Mundial |
| Año                             | Lugar                     |                    | Medalla            |
| ------------------------------- | ------------------------- | ------------------ | ------------------ |
| 2016                            | Budapest ( Hungría)       |                    | Medalla de plata   |
| 2022                            | Koper ( Eslovenia)        |                    | Medalla de oro     |
| Panamericano de Artes Marciales |                           |                    |                    |
| Año                             | Lugar                     |                    | Medalla            |
| 1997                            | Tucumán ( Argentina)      |                    | Medalla de oro     |
| 2012                            | Punta del Este ( Uruguay) |                    | Medalla de oro     |
| Campeonato Sudamericano         |                           |                    |                    |
| Año                             | Lugar                     |                    | Medalla            |
| 2013                            | Buenos Aires ( Argentina) |                    | Medalla de plata   |
| 2017                            | Chorrillos ( Perú)        |                    | Medalla de plata   |
| 2018                            | Santos ( Brasil)          |                    | Medalla de plata   |

## Premios
- Samuel Osborne de Oro (2016)[2]